# Mona Brorsson
Mona Brorsson (n. 28 martie 1990, Järnskog Parish⁠(d), Comitatul Värmland, Suedia) este o biatlonistă ce a reprezentat Suedia, medaliată olimpică. A participat la 2 ediții ale Jocurilor Olimpice (2018, 2022) în care a câștigat o medalie de aur și o medalie de argint.